# Memphis Redbirds

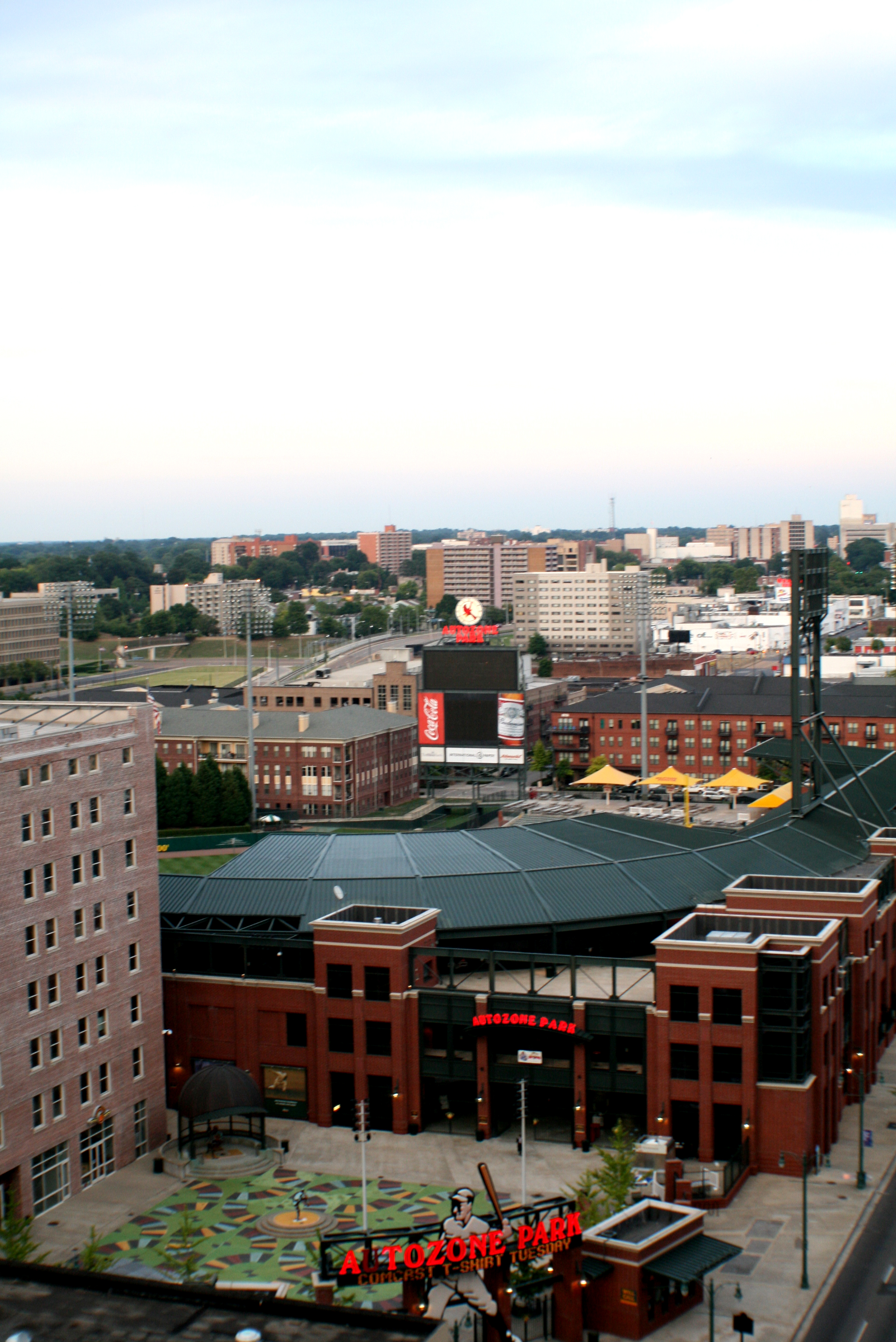
Der AutoZone-Park inmitten des Stadtgebiets

Die Memphis Redbirds sind ein Baseball-Team der Pacific Coast League, einer AAA-Minor-League. Die Redbirds sind das einzige höherklassige Sportteam der USA, das als Non-Profit-Organisation aufgestellt ist. Die Redbirds haben mit die höchsten Besucherzahlen der USA im Minor-League-Baseball.
Das 1998 gegründete Team gehört, anders als fast alle anderen Profiteams der USA, keinem einzelnen Besitzer, sondern ähnlich wie die Green Bay Packers einer Stiftung, deren Besitzanteile breit über die Einwohnerschaft von Memphis, Tennessee gestreut sind. Zur Stiftung gehören zwei Jugendprogramme, die versuchen, auch die Jugend aus den problematischen Stadtvierteln zum Sport zu bewegen. Die Stadt hat so die Sicherheit, dass das Team in Memphis bleiben wird und konnte so mit dem AutoZone Park das teuerste Minor-League-Stadion der US-Sportgeschichte errichten. Das Stadion liegt direkt in der Innenstadt, nahe der Landmarke des Peabody Hotels und ist zum Stil der restlichen Gegend passend in Backstein erbaut. Derzeit spielen sie als Farmteam der St. Louis Cardinals.
Gegründet wurde es von Dean Jernigan, dem Gründer von Storage USA, dem zweitgrößten Self-Storage-Anbieter der USA. Der in Memphis geborene Jenigan wollte etwas gründen, das über das reine Geschäft hinausgeht. Er wusste von den zahlreichen gescheiterten Versuchen ein Profiteam nach Memphis zu holen, die entweder bereits im Versuch scheiterten, oder bei denen die Teams nach wenigen Jahren die Stadt wechselten und wollte so etwas schaffen, dass der Stadt dauerhaft erhalten bleibt.